# Psyrassa linsleyi
Psyrassa linsleyi är en skalbaggsart som beskrevs av Toledo 2002. Psyrassa linsleyi ingår i släktet Psyrassa och familjen långhorningar.
Artens utbredningsområde är Guatemala. Inga underarter finns listade i Catalogue of Life.